# Klassik (Jurisprudenz)
Klassik (auch klassisches Recht) bezeichnet in der Rechtsgeschichte eine Epoche der römischen Jurisprudenz, die etwa vom Beginn des Prinzipats unter Augustus in der zweiten Hälfte des 1. Jahrhunderts v. Chr. bis zum Ende der severischen Dynastie mit Kaiser Severus Alexander im Jahr 235 n. Chr. reicht. Sie gilt gemeinhin als Blütezeit der römischen Rechtswissenschaft und ist durch eine ausgeprägte literarische Produktivität verschiedener bedeutender Juristen geprägt. Die Juristenliteratur wirkt, in Teilen festgehalten in den nachklassischen Kompilationen der Spätantike, über eine lange und wechselvolle Rezeptionsgeschichte seit dem Mittelalter bis in das moderne Privatrecht fort.

## Einflussnahmen durch den Prinzeps
Gegenüber dem sogenannten vorklassischen Recht der Zeit der Republik, das bezüglich seiner Entwicklung von Volksgesetzen (leges) – später waren es Plebiszite – geprägt war, die den Rahmen für die Rechtsetzung gewählter Jurisdiktionsmagistrate (wie den Prätor) vorgaben, mischte sich ab Beginn der Kaiserzeit zunehmend auch das Staatsoberhaupt selbst in die Rechtsgestaltung ein. So führte Augustus beispielsweise eine kaiserliche Sonderrichtsbarkeit für Zivilverfahren ein. Seine Kompetenz konkurrierte mit der der Jurisdiktionsmagistraten, die ansonsten dem Gerichtsalltag vorstanden. Dazu flossen kaiserliche Verordnungen und Erlasse (constitutiones) in die Rechtsordnung ein. Auch die vom Kaiser gelenkten Senatsbeschlüsse gewannen an Bedeutung.
Schon zuvor hatten einzelne Juristen in Verfahren unverbindliche Rechtsgutachten (so genannte responsa) erteilt. Von Augustus ist überliefert, dass er

„ut maior iuris auctoritas haberetur, constituit, ut et auctoritate eius responderent“

„um das Ansehen des Rechts zu steigern, bestimmte, dass sie [die Rechtsgelehrten] kraft seiner Autorität Rechtsfragen beantworteten.“

Die mit diesem ius respondendi ausgestatteten so genannten Respondierjuristen konnten daher Rechtsgutachten mit annähernd Gesetzeskraft erteilen. Die konkrete Bedeutung dieser Maßnahme ist bis heute nicht endgültig geklärt. Vor allem im älteren Schrifttum wurde sie vornehmlich als Privileg besonders herausragender Juristen angesehen. In der jüngeren Fachliteratur wird hingegen zunehmend die Position vertreten, dass Augustus das ius respondendi vor allem an ausgesuchte Juristen verlieh und so auch steuernd in die Rechtspflege eingriff. Dies hatte zur Folge, dass der bedeutende Juristenstand bis ins ausgehende 2. Jahrhundert n. Chr. fast ausschließlich von Senatoren gebildet wurde, denn das Vorbild des Augustus’ wurde von seinen Nachfolgern übernommen.
Von Beginn des Prinzipats an besetzten nahezu alle senatorischen Juristen, spätestens seit Kaiser Hadrian auch die meisten Juristen aus dem Ritterstand zudem leitende Funktionen im römischen Verwaltungsapparat. Schon sein Amtsvorgänger Trajan griff außerdem auf Juristen als Berater zurück. Daraus bildete sich im zweiten Jahrhundert ein consilium principis genanntes Gremium von Juristen des Ritterstandes, das die Bearbeitung laufender Verfahren des Kaisergerichts übernahm und unter Antoninus Pius schließlich institutionell verfestigt wurde.

## Rechtswissenschaft
In der Wissenschaft konnten die Überreste der teils primitiven frührechtlichen Rechtsquellen zunehmend weggeräumt werden und es bauten sich Kräfte auf, die belebte Diskussionen zuließen, sodass man einer Vielzahl gegensätzlicher gesellschaftlicher Tendenzen gerecht werden konnte, ohne in ein doktrinäres Theoretisieren, das in der Spätantike beobachtet werden konnte, zu verfallen. Die funktionale Strukturierung bildete die Grundlage, auf der die römische Rechtswissenschaft zu ihrer Blüte gelangte.

### Rechtsliteratur
Sie äußert sich vor allem in einer besonders reichhaltigen literarischen Produktion klassischer Juristen, von welcher heute etwa noch 5 % erhalten sind. Im Vordergrund stehen dabei vor allem umfangreiche Gutachtensammlungen (so genannte responsa und digesta) der Respondierjuristen, die durch eine ausgeprägte Kasuistik gekennzeichnet sind. Der juristischen Ausbildung dienten institutiones genannte Einführungswerke und Sammlungen besonders schwerer, umfangreich diskutierter Fälle (disputationes und quaestiones). Hinzu treten eher kurz gefasste und ausgesprochen abstrakte Sammlungen von Regeln (regulae), Entscheidungen (sententiae) sowie Definitionen (definitiones). Ihnen stehen die breit angelegten Kommentare zu den libri tres iuris civilis des Masurius Sabinus sowie zum edictum perpetuum gegenüber. Eher die Ausnahme blieben hingegen Monographien.
Die spätere Kompilation römischen Rechts im Corpus Iuris Civilis unter Kaiser Justinian I. beruht vor allem auf diesen klassischen Schriften. Ihre Auszüge wurden daher im Zuge der Rezeption des römischen Rechts in Europa studiert und bis in die Neuzeit weiter tradiert. Dort wurden sie zur Grundlage moderner Zivilrechtskodifikationen, insbesondere des deutschen Bürgerlichen Gesetzbuches.

### Arbeitsweise und Einflüsse
Abgesehen von den institutiones enthält die klassische Rechtsliteratur kaum theoretische Betrachtungen des Rechts. Charakteristisch ist vielmehr eine starke Orientierung an der Rechtspraxis, der die dort behandelten Probleme entstammen und die den Adressatenkreis der Werke bilden. Insoweit zeichnet sich die klassische Rechtswissenschaft vor allem durch ihre praktischen Lösungsansätze aus, die juristisch-methodisch sauber und unter Verzicht auf Billigkeitserwägungen hergeleitet werden. Dies geschah vor allem durch Auslegung der prätorischen Prozessformel (actio), weshalb das klassische Rechtsdenken auch als aktionenrechtliches Denken bezeichnet wird.
Äußere Einflüsse spielten bei der Entwicklung der klassischen Jurisprudenz nur eine untergeordnete Bedeutung. Vor allem griechische Einflüsse seit der Vorklassik wirkten in der Klassik fort. Die einflussreichen Juristen des ersten Jahrhunderts entstammten vor allem stadtrömischen oder zumindest italischen Adelsgeschlechtern. Dies änderte sich zwar im zweiten und dritten Jahrhundert, doch auch die Schriften aus den Provinzen stammender Juristen unterscheiden sich zwar sprachlich, jedoch kaum inhaltlich von denen stadtrömischer Juristen.
Der Rechtshistoriker Fritz Schulz befand über den Ausdrucksstil der klassischen Juristen, dass sie „eine schöne, echt römische Sprache, ernst, schlicht, korrekt und kurz [bemühten]“. Max Kaser befand zudem, dass die Sprache von sachlich orientiertem Pragmatismus zeuge, die überdies den römischen Volkscharakter sehr prägnant fasse.

## Epocheneinteilung
Die klassische Epoche des römischen Rechts wird vor allem aufgrund äußerer Merkmale der Rechtsgeschichte in drei Unterepochen eingeteilt.

### Frühklassik
Die Frühklassik umfasst etwa die Regierungszeiten der Kaiser Augustus bis Domitian, also den Zeitraum von 27 v. Chr. bis 96 n. Chr. (1. Jahrhundert n. Chr.). In diesem Zeitraum beruhte die Bedeutung der Juristen, vom ius respondendi abgesehen, noch vor allem auf ihrer Herkunft sowie ihrer persönlichen Beziehung zum Prinzeps. Im Gegensatz zu späteren Epochen erscheinen Juristen nicht gehäuft in Ämtern der öffentlichen Verwaltung. Sie wirkten eher privat.
Zu den frühesten Juristen dieser Epoche gehört Marcus Antistius Labeo, der sich offen gegen die neue Staatsform des Prinzipats auflehnte. Er rivalisierte vor allem mit Gaius Ateius Capito, demgegenüber von ihm zahlreiche literarische Werke überliefert sind. Aus dieser Rivalität sollen der Überlieferung nach die beiden römischen Rechtsschulen der Sabinianer und Prokulianer, entstanden sein. Sie dürfen nicht als theoretisch-politische Antipoden verstanden werden, denn sie waren keine Institutionen nach heutigem Verständnis, sondern typisierten antike Gefolgschaften, bei denen Differenzen zu juristischen Einzelfragen bestanden. Nach derzeitigem Forschungsstand sollen sie später, nicht vor der Regierungszeit des Kaisers Tiberius entstanden sein. Hierfür wird bereits ihre Bezeichnung als Sabinianer nach Massurius Sabinus (bisweilen auch Cassiani nach Gaius Cassius Longinus) beziehungsweise als Prokulianer nach Sempronius Proculus, der seinerseits Schüler des Marcus Cocceius Nerva war, angeführt, die bis in die Zeit Kaiser Neros beziehungsweise Vespasians wirkten. Anders als bei griechischen Philosophenschulen ist bei den römischen Juristenschulen nur wenig über ihre jeweiligen Anschauungen bekannt. Bisweilen wird den Prokulianern eine stärkere Orientierung an systematischen Zusammenhängen und der Begriffslogik, den Sabinianern hingegen eine Orientierung an Tradition und Sachlogik nachgesagt. Innerhalb dieser Rechtsschulen fand wohl auch Rechtsunterricht statt, über den jedoch nahezu nichts bekannt ist. Gemeinhin gilt jedoch die Hospitation bei erfahrenen Juristen als typisches Ausbildungsmodell.
Die größte Wirkung aller frühklassischen Juristen entfaltete Sabinus. Seine tres libri iuris civilis diente noch den spätklassischen Juristen als Textgrundlage ihrer Zivilrechtskommentare.

### Hochklassik
Die Hochklassik umfasst etwa die Regierungszeiten der Kaiser Nerva bis Marc Aurel, also den Zeitraum von 96 bis 180 n. Chr. (2. Jahrhundert n. Chr.). Charakteristisch für diese Epoche ist das Vordringen von Juristen in Ämter der Reichsverwaltung und die Abkehr von doktrinären/theoretischen Erwägungen hin zu einer starken Praxisorientierung. Dies führt auch zu einer Auflösung des in der Frühklassik dominanten Schulenstreits. Deshalb stammen vor allem aus dieser Zeit viele Responsen, Rechtsauskünfte in Briefen, Quästionen-Literatur sowie Entscheidungssammlungen.
Den Übergang zur Hochklassik markieren die Juristen Titius Aristo und Lucius Iavolenus Priscus. Während ersterer vor allem als Rechtsgutachter und Anwalt wirkte, durchlief Iavolenus eine Ämterlaufbahn. Auch Lucius Neratius Priscus gehört dieser Übergangsepoche an. Seine Werke orientieren sich bereits deutlich an Einzelfällen.
Als Höhepunkt der römischen Rechtswissenschaft gelten die zur Regierungszeit Hadrians wirkenden Juristen, vor allem Publius Salvius Iulianus sowie Publius Iuventius Celsus. Ersterer stammte aus Hadrumetum und war von Hadrian bis Marc Aurel in der Reichsverwaltung tätig, unter anderem als Statthalter von Germania inferior in Köln. Er war Schüler des Iavolenus und wurde bereits von Hadrian mit der Endredaktion der prätorischen Edikte zum edictum perpetuum beauftragt. Zu seinen Schülern gehörten Sextus Caecilius Africanus sowie Lucius Volusius Maecianus. Zu den späten Vertretern der Hochklassik gehören Ulpius Marcellus, Quintus Cervidius Scaevola sowie Publius Taruttienus Paternus, die im Konsilium des Marc Aurel wirkten.
Etwa in der Mitte des zweiten Jahrhunderts trat eine neue Strömung der römischen Jurisprudenz auf, deren wichtigste Vertreter Sextus Pomponius und Gaius hießen. Sie kennzeichnet ein Bemühen um die Ordnung des überreichen juristischen Schrifttums und das Schreiben einfacher Gesamtdarstellungen. Über beide ist nur wenig bekannt. Für die Nachwelt von hohem Gewicht ist andererseits, dass von Gaius ein nahezu vollständig erhaltenes Buch bewahrt worden ist, das außerhalb der byzantinischen Kodifikationen von Bedeutung blieb.

### Spätklassik
Die Spätklassik entspricht der Regierungszeit des Kaisers Commodus sowie der severischen Kaiserdynastie, reicht also von 180 bis 235 n. Chr. (2./3. Jahrhundert n. Chr.). Einflussreiche Juristen gehörten in dieser Zeit fast ausnahmslos dem Ritterstand an und durchliefen üblicherweise den cursus honorum, der im Amt des praefectus praetorio gipfelte. Sie kommandierten die Leibgarde und übten in Spitzenpositionen die kaiserliche Gerichtsbarkeit aus. Besondere Bedeutung erlangte der Jurist Papinian, der nach der Missbilligung des Mordes an Geta durch Kaiser Caracalla, hingerichtet wurde, was man zum Märtyrertod stilisierte. Sein literarisches Schaffen stand noch deutlich in der Tradition der Hochklassik. Dies änderte sich bei seinen Assessoren Ulpian und Paulus, die sich vor allem der Sammlung und einfachen Darstellung der römischen Rechtsordnung verschrieben und damit eher an das Werk des Pomponius und Gaius angeknüpft. Ihre Werke sind besonders umfangreich und bilden einen erheblichen Teil der Digesten Kaiser Justinians. Mit Modestin hatte Ulpian noch einen bedeutsamen Schüler, der das Ende der Spätklassik markiert.
Es folgte die Nachklassik (gelegentlich auch als Epiklassik bezeichnet), aus der kaum Namen von Autoren bekannt sind. In dieser Zeit entstanden etliche Pseudepigraphen unter den Namen spätklassischer Juristen. Erst im fünften Jahrhundert kam es wieder zu einem Wiederaufleben des klassischen Rechts, das vor allem von der Rechtsschule von Beirut getragen wurde.